# Ö3-Hitparade
Die Ö3-Hitparade war eine der populärsten Radiosendungen in Österreich, in der die beliebtesten Songs des Radiosenders Ö3 vorgestellt wurden. Seit 1968 wurde sie in verschiedenen Formen auf dem österreichischen Radiosender ausgestrahlt. In der Zeit zwischen Ende 1971 und Anfang 1972 galt sie als Richtwert für die offiziellen österreichischen Charts (heute Ö3 Austria Top 40), da diese für eine gewisse Zeit nicht erfasst wurden.

## Geschichte

### Disc Parade
Am 26. November 1968 begann die Charts-Ära auf Ö3, die erste Hitparade firmierte unter dem Namen Disc Parade. Erster Moderator der wöchentlich ausgestrahlten Sendung war der spätere Ö3-Chef Ernst Grissemann. Die Sendung dauerte eine Stunde und die besten 10 Titel wurden vorgestellt. Die Wertung der Titel wurde in den Anfängen durch telefonische Nachfrage ausgesuchter österreichischer Schallplattengeschäfte ermittelt. Die stellte sich später als unzuverlässig heraus, da die Besitzer der Plattenläden Ladenhüter als Bestseller angegeben hatten und damit die Wertung verfälschten.
Einmal pro Monat wurde die Euro Disc Parade gesendet. Diese war ein multinationales Projekt, bei dem die Länder Deutschland, Österreich, Schweiz, Ungarn und die damalige Tschechoslowakei beteiligt waren. Moderiert wurde die Sendung unter anderem durch Ernst Grissemann, Marianne Koch, Dieter Thomas Heck und Frank Elstner.
Mitte 1969 übernahm Rudi Klausnitzer, auch ein späterer Ö3-Chef, die Moderation der Disc Parade.

### Die Großen 10 von Ö3
1971 wurde die Sendung in Die Großen 10 von Ö3 umbenannt, ein Name, der später für eine Fernsehsendung wiederverwendet wurde. Nach vier Jahren, am 17. Juni 1973, übergab Klausnitzer die Sendung an den neuen Moderator Hans Leitinger. Zu dieser Zeit wurde die Wertung basierend auf durch Hörer eingesandten Postkarten errechnet. Das stellte sich als ähnlich unzuverlässig heraus wie die zuvor aufgegebene Ermittlung durch Nachfrage bei Plattengeschäften. Fanclubs schrieben sich die Finger wund und versuchten damit die Wertung zu beeinflussen. Auf Grund der reinen Postkartenwertung kam es zu Beschwerden von Plattenfirmen, die kein Produkt in der Wertung hatten. Die Streitigkeiten führten schließlich 1975 zur Einstellung der Sendung.

### Pop-Shop
Von 1975 bis 1980 gab es keine Ö3-Hitparade. Statt der Hitparade präsentierte Hans Leitinger mit der Sendung Pop-Shop einen Streifzug durch die internationale Chartlandschaft. Die Plattenindustrie begann die wöchentlichen Charts recht bald zu vermissen. Ö3 begann das Thema Charts neu zu überdenken.

### Hit wähl mit
1980 führte Hans Leitinger eine reformierte Ö3-Hitparade ein: Statt einer Ermittlung durch Postkarten wurde eine Mischung aus Verkauf und Hörermeinung zur Erstellung der Charts unter dem neuen Titel Hit wähl mit herangezogen. In der Sendezeit von einer Stunde wurden 15 Chart-Platzierungen und sechs Neuvorstellungen präsentiert.
Im November 1981 bekam die Sendung wieder einen neuen Moderator. Udo Huber war für die Dauer der nächsten 16 Jahren die Stimme der österreichischen Charts. Gleichzeitig mit dem neuen Moderator wurde auch der Sendeablauf verändert. Hit wähl mit wurde nun Sonntagabend von 19:00 Uhr bis 21:00 Uhr gesendet und umfasste 25 gewertete Positionen und acht Neuvorstellungen. Die Wertung wurde durch Gewichtung der Hörer (25 %), von Juroren (25 %), der Plattenläden (40 %) und der Industrie (10 %) ermittelt. Die Industrie wurde durch den Verband der Österreichischen Musikwirtschaft (IFPI Austria) repräsentiert. Die damalige Wiener Telefonnummer für die Hörerwertung wurde prägnant in die Signation eingearbeitet: „Hit wähl mit. Sechs fünf – sechs sieben – drei eins. Sechs fünf – sechs sieben – drei eins […]“ (65-67-31) Die letzte Sendung war am 7. Jänner 1990, danach wurden aus „Hit wähl mit“ die „Ö3-Top-30“, eine reine Verkaufshitparade. 

### Die großen 10
Im Dezember 1982 begann für Ö3 und Udo Huber der nächste Abschnitt österreichischer Chartgeschichte. Mit Die großen 10 wurde eine Monatswertung mit Videoclips im Fernsehen gezeigt. Gesendet wurde die knapp einstündige Sendung im ORF aus Diskotheken in ganz Österreich. Die großen 10 waren neben dem Musikantenstadl die zweite österreichische Sendung, die nach dem Fall des Eisernen Vorhangs in jungen Demokratien gastierte, 1990 in Bratislava.
Nach 10 Jahren und 120 Sendungen bekam die Sendung nach Quotenverlusten mit Dominic Heinzl für ein Jahr einen neuen Moderator und wurde danach eingestellt.

### Ö3 Top-30 / Ö3 Austria Top 40
Am 14. Jänner 1990 startete die reine Verkaufshitparade Ö3 Top-30, Moderator und Sendeplatz blieben unverändert.
Ab 11. Jänner 1992 eröffneten die Ö3-Top-30 von 18:00 Uhr bis 20:00 Uhr (mit neuer, den 1990er Jahren angepassten Signation) das neue Samstagabendprogramm von Ö3. Ab 17. September 1995 wanderten die Charts als Ö3 Austria Top 40 wieder auf den Sonntagabend, wobei die Sendezeit auf drei Stunden (19:00 Uhr bis 22:00 Uhr) erweitert wurde. Am 12. Jänner 1997 moderierte „Mr. Hitparade“ Udo Huber seine letzte Sendung. Nachfolgerin wurde Martina Kaiser, die bis 28. Dezember 2001 moderierte. Matthias Euler-Rolle übernahm bis 30. April 2004 und wurde dann von Gustav Götz abgelöst, der von 2004 bis 2014 moderierte. Vom 21. März 2014 bis zum 7. Februar 2021 moderierte Elke Rock die Sendung. Nachdem die Ö3 Austria Top 40 viele Jahre lang am Freitagabend von 19:00 bis 22:00 Uhr ausgestrahlt wurden, wechselte ab Oktober 2019 der Sendeplatz auf den Sonntagnachmittag von 16:00 bis 19:00 Uhr. Seit dem 2. März 2021 haben die Ö3 Austria Top 40 am Dienstagabend von 22:00 bis 24:00 Uhr erneut einen neuen Sendeplatz und werden von Tarek Adamski oder Jana Petrik moderiert.
Ab 15. Jänner 2000 wurden die Ö3 Austria Top 40 mit einer Fernsehsendung am frühen Samstagnachmittag zur „trimedialen“ Sendung (Hörfunk, Fernsehen, Internet) ausgeweitet. Bis zu den Jahrescharts am 29. Dezember 2001 wurde die Fernsehsendung alternierend von Martina Kaiser und Matthias Euler-Rolle moderiert. Ab Jänner 2002 moderierte Euler-Rolle alleine, bis die Sendung im selben Jahr eingestellt wurde.

### Ö3-Hörercharts
Neben den Verkaufscharts wurden die Ö3-Hörercharts gestartet. Diese lief bis 2007 sonntags zwischen 13 und 16 Uhr. Die 36 beliebtesten Lieder der Hörer von Ö3 inklusive Neuvorstellungen wurden im Rahmen dieser Sendung präsentiert. Von August 2013 bis April 2018 gab es unter dem Titel Die besten 40 wieder Ö3-Hörercharts. Hier wurden die 40 meistgewünschten Songs der Woche im Countdown präsentiert. Die Sendung wurde moderiert von Lisa Hotwagner und Julian Heidrich (bis 2015) sowie Verena Kicker (ab 2015).

### Ö3 Top 12 bis 12
Nachdem einige Zeit lediglich Platz 1 der Hitparade im Rahmen der Sendung Ö3 Sonntagsradio präsentiert wurde, strahlte Ö3 die Top 12 von Juli 2010 bis Februar 2021 sonntags zwischen 11 und 12 Uhr wieder als eigene Sendung aus.

### Der Countdown ins Wochenende
Seit September 2019 weist das Ranking der „Ö3-Hörercharts“ die Top 100 aus. Gleichzeitig wurde am Freitag von 12.00 bis 19.00 Uhr die Sendung Der Countdown ins Wochenende gestartet, in der die Songs aus der jeweils aktuellen Wertung gespielt werden, allerdings nicht linear von Platz 100 bis 1, sondern durchgemischt.